# نويتراوبلينغ
نويتراوبلينغ (بالألمانية: Neutraubling) هي بلدة ألمانية تقع في ألمانيا في منطقة ريغنسبورغ ‏.